# Крачка Берга
Крачка Берга (лат. Thalasseus bergii), — вид морских птиц из семейства чайковых (Laridae) Видовое название дано в честь прусского натуралиста Карла Берга (нем. Karl Heinrich Bergius).

## Описание
Взрослые особи номинативного подвида достигают длины 46–49 см и массы 325–397 г; размах крыльев 125—130 см. В брачном наряде лоб и низ белого цвета, крылья серого цвета, на затылке чёрный хохолок, крепкий длинный, узкий клюв жёлтого цвета. Крик крачки Берга — громкое, хриплое «каррак».

## Местообитание
Крачка Берга встречается в тропических и умеренно тёплых прибрежных районах Старого Света, в Южной Африке, на островах в Индийском и Тихом океанах, в Австралии, на Красном море и в Персидском заливе.

## Размножение

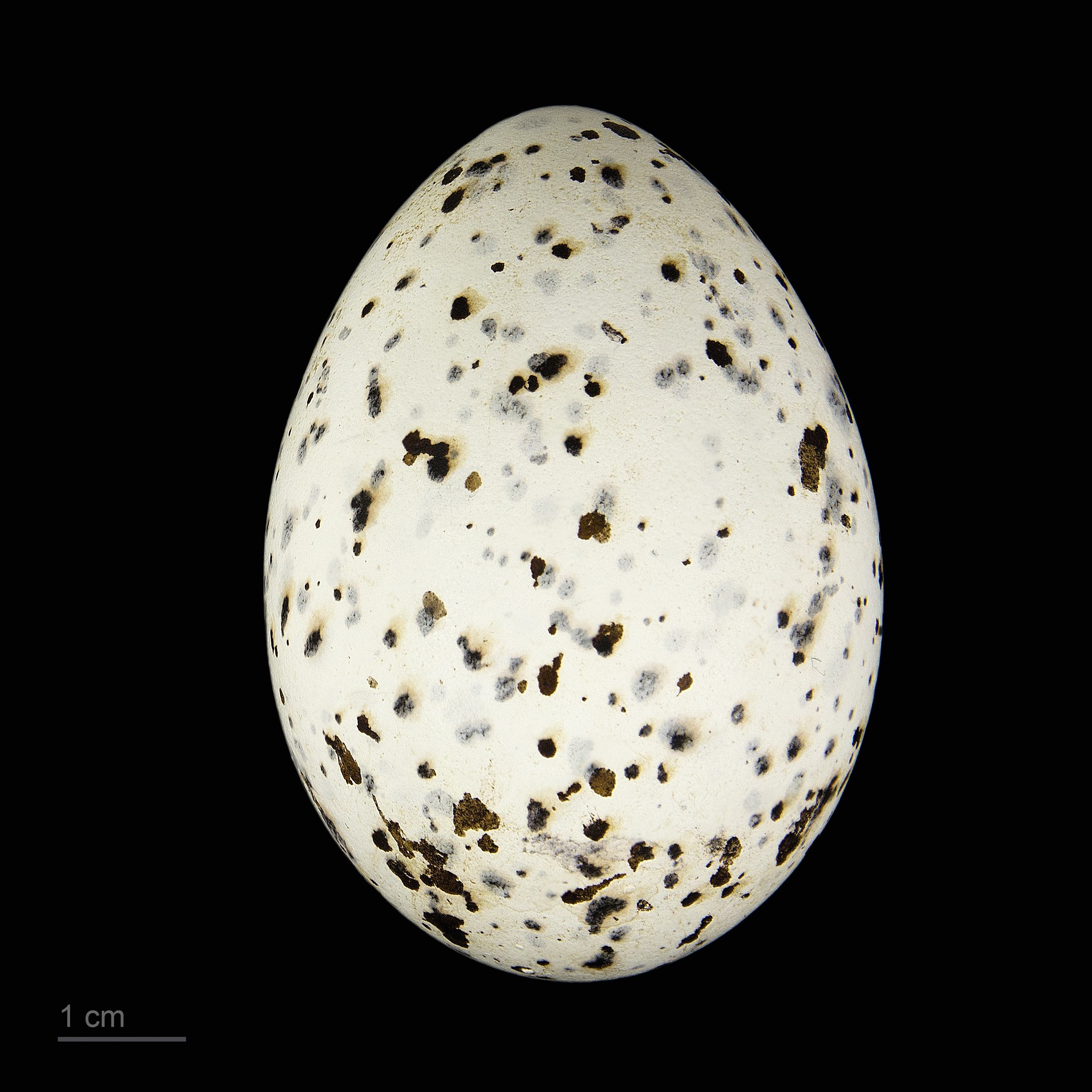
яйцо Thalasseus bergii - Тулузский музей

Крачка Берга гнездится в колониях, часто по соседству с другими птицами. Это моногамный вид. Гнездо устраивает на низменных песчаных, каменистых или коралловых островах, иногда среди низкорослых кустарников. В кладке 1—2 яйца. Высиживание длится от 25 до 30 дней. Птенцы оперяются примерно через 40 дней, зависят от родителей примерно до 4 месяцев.

## Питание
Основной пищей крачки Берга является рыба (почти 90 % всей добычи), а также головоногие моллюски, ракообразные и насекомые.

## Классификация
Международный союз орнитологов выделяет 4 подвида:
- Thalasseus bergii bergii
- Thalasseus bergii cristatus
- Thalasseus bergii thalassinus
- Thalasseus bergii velox

Ранее выделявшийся подвид T. b. enigma в 2005 году объединён с подвидом T. b. bergii.